# Tillinge kyrka

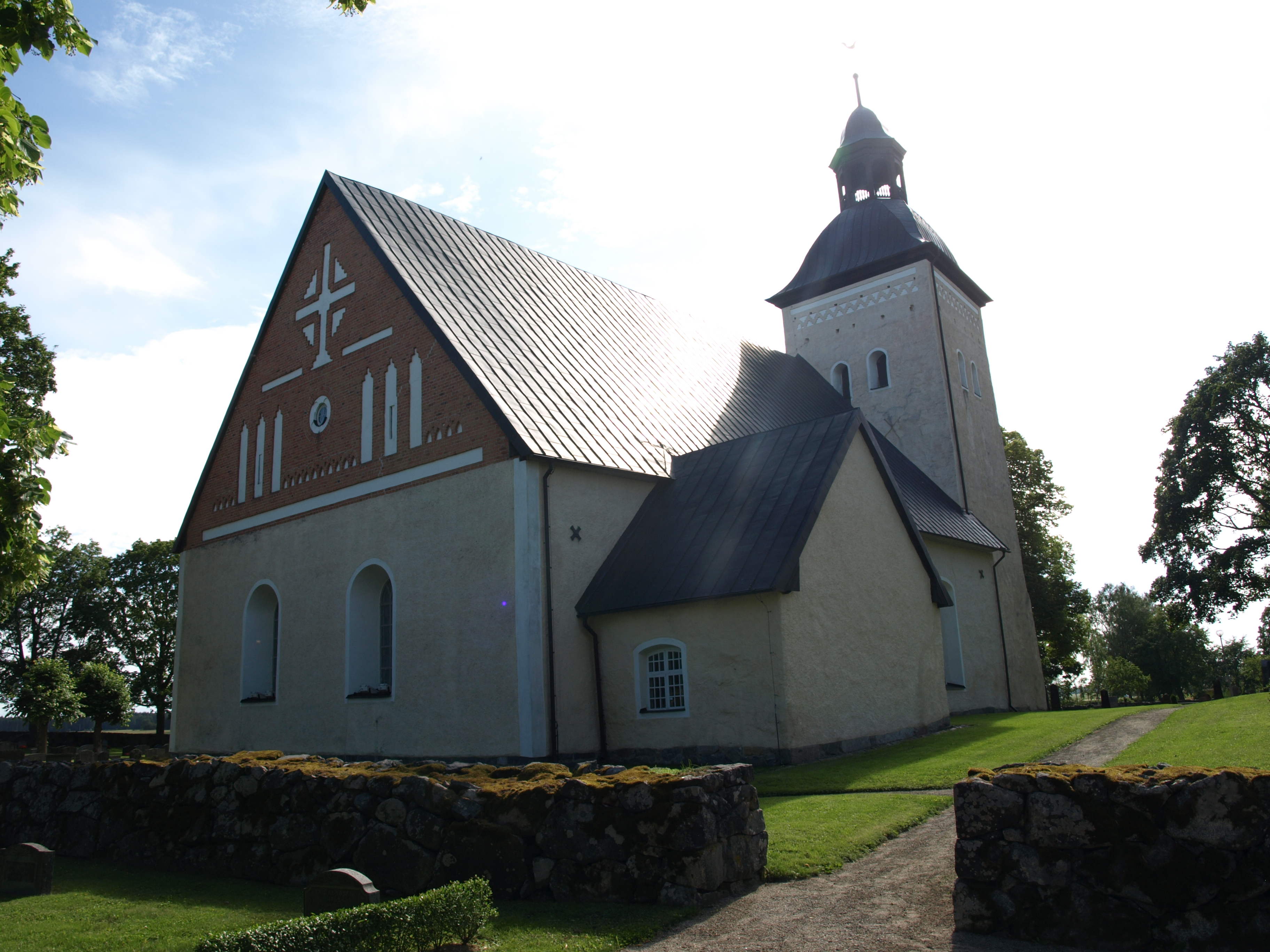
Tillinge kyrka, juli 2009.

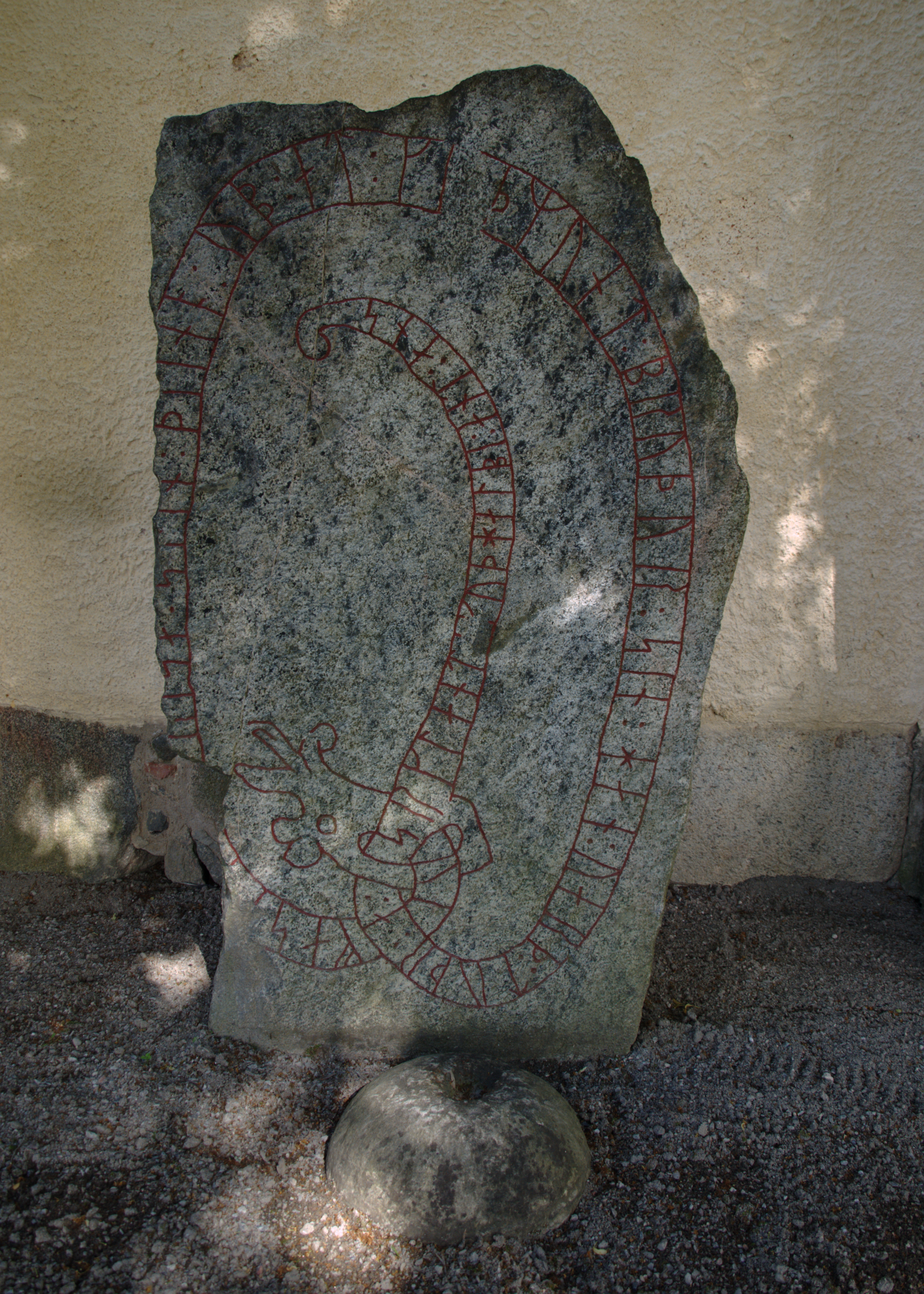
Upplands runinskrifter 785 vid ingången till Tillinge kyrka, juli 2009.

Tillinge kyrka är en kyrkobyggnad som tillhör Tillinge och Södra Åsunda församling i Uppsala stift. Kyrkan ligger omkring en halvmil väster om centrala Enköping.

## Kyrkobyggnaden
I sin nuvarande form består kyrkan av ett långhus med rakt avslutat kor i öster, av samma bredd som långhuset. Norr om koret finns en vidbyggd sakristia. Kyrktorn och vapenhus ligger intill varandra vid långhusets västra kortsida. Vapenhuset ligger söder om tornet. Väggarna är putsade och har en stomme huvudsakligen av natursten. Gavelröstena, tornkrönet samt hela vapenhuset är byggda av tegel. Långhus och sakristia täcks av sadeltak, medan vapenhuset har ett valmat tak med två takfall. Kyrktornets tak har en karnissvängd huv med lanternin. Tornet och vapenhuset har varsin ingång åt väster. Kyrkan vilar till viss del på lergrund, vilket under årens lopp har förorsakat sättningar och krävt många ombyggnader och restaureringar.

### Tillkomst och medeltida ombyggnader
Ursprungliga kyrkan i romansk stil uppfördes omkring år 1200. Av denna kvarstår tornet samt delar av långhusets norra och västra murar. Omkring år 1300 förlängdes kyrkan åt öster och omdanades till en salkyrka. Samtidigt uppfördes nuvarande sakristia i norr. Under 1400-talets tredje fjärdedel byggdes ett vapenhus vid långhusets södra sida. Senare byggdes vapenhuset ihop med ett sidoskepp när kyrkan utvidgades mot söder. Sannolikt var det då tornet höjdes och försågs med en hög spira. Under slutet av medeltiden försågs kyrkorummet med målningar som senare överkalkades.

### Senare ombyggnader
Omkring år 1614 byggdes kyrkan ut åt söder och fick sin nuvarande bredd. 1663 inrättades en källare i sakristian för nattvardsvin. Kyrkans nuvarande utseende präglas till stor del av ombyggnader utförda vid mitten av 1700-talet. Bland annat togs nuvarande fönsteröppningar upp på nord- och sydsidan. 1743 flyttades kyrkklockorna upp i tornet från att tidigare ha hängt i en fristående klockstapel. 1745 höjdes tornet och fick tegelblinderingar av medeltida typ. Tidigare enkla torntak ersattes med tornhuv och lanternin. En omfattande restaurering genomfördes 1765-1766, då vapenhusmuren samt pelarna mellan kor och sidoskepp revs och tre tegelvalv slogs över kyrkorummet som då fick sitt nuvarande enhetliga utseende. Vid samma tillfälle byggdes det nuvarande vapenhuset, och i väster uppfördes portaler vid ingångarna till tornet och vapenhuset. 1859 avlägsnades sakristians medeltida valv och ersattes med ett platt trätak. 1863 genomfördes en reparation då sydsidans båda ingångar sattes igen. 1868 försågs vapenhuset och sakristian med nya golv. Vinkällaren i sakristian fylldes då igen.

### 1900-talets ombyggnader
En restaurering genomfördes 1911-1912 efter program av arkitekten Gustaf Pettersson då man fick riva korvalvet och östra korväggen för att förstärka grunden. En ny östgavel murades upp och försågs med medeltidsinspirerade blinderingar och synligt tegelmurverk. Tornets lanternin byggdes om till öppen konstruktion och den sönderrostade kyrktuppen byttes ut mot en ny av förgylld koppar. Yttertaket täcktes med svart eternit i diagonalmönstring. Invändigt omfattade restaureringen bland annat ommålning av inredningen, förminskning av läktaren samt nya golv och nya bänkar. 1927 försågs de båda korfönstren med glasmålningar, utförda av Eigil Schwab. Norra fönstret har motivet heliga tre kungars tillbedjan (Matteusevangeliet 2:11), medan södra fönstret har motivet lärjungarna i Emmaus (Lukasevangeliet 24:13-35). Jan Fridegårds kända roman Torntuppen har sin titel efter Tillinge kyrkas kyrktupp.

## Inventarier
- Altartavlan är en oljemålning utförd av Anders Eklund och kom till kyrkan som en gåva 1767. Motivet är Jesus som korsfäst omgiven av Maria och Johannes. Altartavlan flankeras av två träskulpturer som sannolikt är skurna av Caspar Schröder. Skulpturerna skänktes 1703 till kyrkan och stod tidigare på ömse sida om koringången.
- Dopfunten har en cuppa från omkring 1200 och en något yngre fot. Funten har uttömningshål och saknar utsmyckning. Tillhörande dopfat av mässing anskaffades 1943 och tillverkades efter ritningar av Erik Sand i Strängnäs. Runt dopfatets kant löper texten "LÅTEN BARNEN KOMMA TILL MIG OCH FÖRMENEN DEM DET ICKE" (Markusevangeliet 10:14).
- Predikstolen som sattes upp 1754 har återanvända medeltida skulpturer från två altarskåp. Ena altarskåpet är inköpt från Ängsö kyrka och andra skåpet är troligen kyrkans eget som togs ur bruk när nuvarande altaruppsats tillkom. Tidigare predikstol var tillverkad 1632.
- Kyrkan äger tre ljuskronor av metall samt en kristallkrona. En ljuskrona bär årtalet 1699 och en annan är inköpt 1666.
- Två svarta mässhakar är tillverkade 1815 och 1823.
- Orgeln tillkom 1828 och ritades av arkitekten Carl-Gustaf Blom-Carlsson.
- I kyrkans västra del finns två oljemålningar av Eigil Schwab med motiven Kristi himmelsfärd och bebådelsen.

## Kyrkklockor
- Storklockan skall enligt inventarieförteckning gjord 1790 "förmenes wara tagen wid belägringen i Thorn" och skänkt till Tillinge församling av kung Gustaf Adolf, förmodligen Gustaf IV Adolf (reg. 1792-1808). Klockan blev omgjuten 1813 av klockgjutare Gerhard Horner i Stockholm och även 1899 av Johan A. Beckman & Co. i Stockholm. Fler omgjutningar av klockan har förekommit pga. spricka. Uppgifter se sidorna 263-64 i nedan webblänk.
- Lillklockan är enligt inventarieförteckningen 1790, gjuten 1649 av "Anders Rik". Den blev omgjuten 1797 av Carl Fredrik Grönwall i Stockholm och även omgjuten 1838 av sonen Samuel Christopher Grönwall i Stockholm. Fler tidigare omgjutningar av klockan kan ha förekommit pga. spricka. Uppgifter se sidorna 263-64 i nedan webblänk.

### Orgel
- 1713 reparerades en orgel av Johan Schirmer. 1766 renoverades orgeln av Niclas Söderström, Nora och orgeln hade då 8 stämmor.
- 1827 byggde Gustaf Andersson, Stockholm en orgel med 8 stämmor. Orgeln ombyggdes och tillbyggdes 1876 av Daniel Wallenström, Uppsala Orgeln hade efter ombyggnationen 13 stämmor, en manual och pedal.
- Den nuvarande orgeln byggdes 1954 av A Magnussons Orgelbyggeri AB, Göteborg. Orgeln har mekanisk traktur, pneumatisk registratur och slejflådor. Tonomfånget är på 56/30. Orgeln har 2 fria kombinationer och tuttikoppel. Fasaden och 6 stämmor är från 1827 års orgel. 1988 renoverades orgeln av A Magnussons Orgelbyggeri AB, Göteborg.

| Huvudverk I    | Svällverk II      | Pedal           | Koppel |
| Principal 8´   | Fugara 8´         | Subbas 16´      | I/P    |
| Dubbelflöjt 8' | Rörflöjt 8'       | Oktavbas 8´     | II/P   |
| Gedackt 8´     | Principal 4'      | Koralbas 4'     | II/I   |
| Oktava 4'      | Flöjt 4'          | Rauschquint III |        |
| Rörflöjt 4'    | Waldflöjt 2'      | Fagott 16'      |        |
| Quinta 2 2⁄3'  | Nasat 1 1⁄3'      | Regal 4'        |        |
| Oktava 2'      | Scharf III        |                 |        |
| Mixtur V       | Skalmeja 8'       |                 |        |
| Trumpet 8'     | Crescendosvällare |                 |        |

## Omgivning
- Nordost om kyrkan ligger ett bårhus, uppfört omkring 1950 efter ritningar av arkitekten Viking Göransson.
- Intill kyrkan ligger en prästgård och en före detta klockargård. Prästgårdens mangårdsbyggnad uppfördes som envåningshus omkring år 1800. Ännu en våning byggdes till på 1860-talet. Bostadshusen vid klockargården är från 1700-talet.
- Mellan de båda portarna på tornets västsida står runstenen U 785.